# Hyllus tuberculatus
Hyllus tuberculatus là một loài nhện trong họ Salticidae.
Loài này thuộc chi Hyllus. Hyllus tuberculatus được Fred R miêu tả năm 1975. Wanless & Clark.